# Sun Valley (Idaho)
Sun Valley ist ein Urlaubsort im Blaine County, dem zentralen Teilgebiet des US-Bundesstaats Idaho, angrenzend zur Stadt Ketchum. Das touristische Angebot umfasst Skifahren, Bergwandern, Reiten, Golfen, Tennis spielen oder Radfahren.

## Überblick
Die wenigsten der ortsansässigen Bürger wohnen das ganze Jahr dort, die meisten kommen von großen Städten wie Seattle, Los Angeles, San Francisco und manche auch von weiter entfernten wie Chicago und New York City. Die Gemeinde liegt auf 1804 m Höhe, der nächste Flughafen ist Friedman Memorial Airport in Hailey 24 km südlich entfernt. Sun Valley liegt in der Nähe vom Sawtooth National Recreation Area, einem Naturerholungsgebiet der USA.
Unter Skifahrern bezieht sich der Name Sun Valley auf den Bald Mountain („Baldy“), dem eigentlichen Skiberg, und auf den Dollar Mountain. Der Bald Mountain ist 2789 m hoch und somit 1036 m höher als das Tal. Durch die große Vielfältigkeit an Pistenschwierigkeiten am Berg, gilt dieser unter vielen Skifahrern als ganz besondere Destination.
Der Name Sun Valley steht für das ganze Gebiet. Mit einbegriffen ist die Stadt Ketchum und die anliegenden kleinen Gemeinden inklusive Sun Valley. Die Region ist auch das zu Hause von vielen medial bekannten Gesichtern, welche temporär dort zu finden sind, u. a. Bruce Willis, Ashton Kutcher, Clint Eastwood, Demi Moore, Tom Hanks, Richard S. Fuld, Jr und Tony Robbins.

## Geschichte

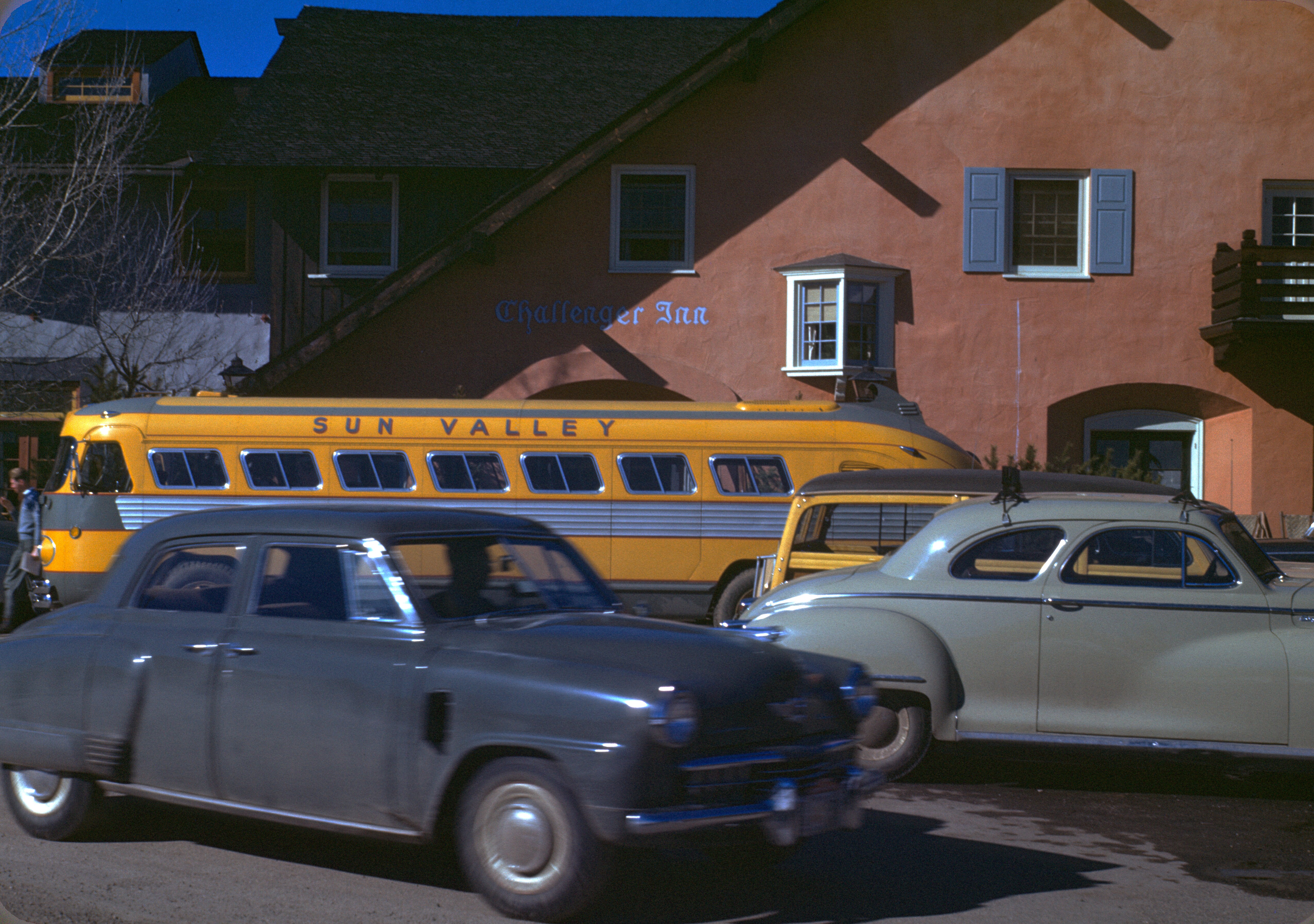
Challenger Inn (Sun Valley Inn), ca. im Jahr 1940

Die erfolgreichen Olympischen Winterspiele von 1932 in Lake Placid (New York) hatten ein zunehmendes Interesse an Winterskiorten in Amerika zur Folge. W. Averell Harriman, der Vorsitzende der Union Pacific Railroad, sah deshalb den Aufbau von Winterskiorten in den Vereinigten Staaten nach dem Vorbild der Schweizer Skiorte St. Moritz oder Davos als erfolgversprechend an.
Während des Winters von 1935 bis 1936 stellte Harriman Felix Schaffgotsch ein, damit dieser mögliche Wintersportorte im Einzugsbereich der Union Pacific Railroad lokalisieren konnte. Schaffgotsch reiste durch die Gebiete vom Yosemite Park, die San Bernardino Mountains, Rocky Mountain National Park und Jackson Hole. Ziemlich am Ende der Reise kam er nach Idaho. Ein Mitarbeiter der Bahngesellschaft erzählte, dass die Schneeräumung der Schienen nach Ketchum das Unternehmen mehr Geld gekostet hat als jeder andere vergleichbar lange Streckenabschnitt. Schaffgotsch war beeindruckt vom Bald Mountain und den anliegenden Bergen. Die Berge waren hoch genug, hatten genug Schnee und viel Sonnenschein dazu. Harriman besuchte den Ort ein paar Wochen später und war mit der Errichtung eines Resorts einverstanden. Eine Fläche von 15,73 km² wurden für 4 $ pro Acre gekauft, die Konstruktion des Winterskiortes begann im Frühling und wurde innerhalb von 7 Monaten für 1,5 Millionen $ fertiggestellt. Steve Hannigan, welcher erfolgreich für Miami Beach geworben hatte, wurde als Marketingexperte engagiert und nannte den Urlaubsort Sun Valley.
Das Skigebiet wurde im Dezember 1936 von Harriman eröffnet. Im selben Winter fand in Sun Valley zum ersten Mal der Harriman Cup statt, welcher bis 1965 eines der wichtigsten Skirennen in den USA war. Das 1937 im Schweizer Stil erbaute Challenger Inn (heute: Sun Valley Inn) war ebenfalls Teil des Urlaubsortes. Ein Restaurant öffnete 1937. Auf Hannigans Wunsch wurden entsprechend optisch passende Swimmingpools bei diesem und weiteren Gebäuden gebaut, in der Hoffnung, dass diese noch eine weitere, oft fotografierte und publizierte Attraktion in Sun Valley sein könnten.
Während des Zweiten Weltkrieges war der Urlaubsort geschlossen und zu einem Krankenhaus für die U.S. Navy umgewandelt. Der Urlaubsort wurde im Dezember 1946 wieder eröffnet. Nach dem Krieg gab es keine Gebäude für eine Klinik, bis 1961 das Sun Valley Community Hospital eröffnet wurde. Die Anlage, welche später nach Dr. John Moritz benannt wurde, wurde geschlossen, nachdem das neue St. Lukes Branch Hospital im Süden von Ketchum eröffnet wurde.
Mit dem Rückgang des Schienenpersonenverkehrs bei der Union Pacific verlor Sun Valley als Marketing-Objekt für die Bahngesellschaft an Bedeutung. Da das Resort stets ein Zuschussobjekt war, wurde es schließlich in den 1960er Jahren veräußert.

## Geographie
Ein schmaler Gebirgszug teilt die Gemeinde Sun Valley in zwei Teile. In der Mitte des nördlichen Teils befindet sich die bekannte "Sun Valley Inn" umgeben von vielen Geschäften und Wohnhäusern. Dort befindet sich auch ein 18-Loch-Golfplatz (seit 2008 ein 27-Loch-Golfplatz), welcher sich bis zur Trail Creek ausgebreitet hat. Der südliche Teil (Elkhorn genannt) hat auch Geschäfte, Hotels und Wohnanlagen, dieses Gebiet wurde in den 1960/70er Jahren aufgebaut. Angrenzend an Sun Valley liegt Ketchum, welche nur eine Meile vom Ortskern entfernt ist. Ketchum liegt direkt am Bald Mountain.

## Kultur
1971 wurde von Glen und Bill Jones das „Sun Valley Center for Arts and Humanities“ eröffnet. Das Gelände lag an der Dollar Road in Sun Valley, mittlerweile liegt es in Ketchum und wird häufig „Sun Valley Art Center“ genannt. Jedes Jahr finden dort Seminare, Vorlesungen und Ausstellungen von international anerkannten Künstlern statt.

## Töchter und Söhne der Stadt
- Bowe Bergdahl (* 1986), US-Feldwebel und ehemaliger Kriegsgefangener von Taliban-Verbündeten in Afghanistan
- Kelly Collins (* 1965), Autorennfahrer
- Dree Hemingway (* 1987), Schauspielerin und Model
- Ruthie Matthes (* 1965), Radrennfahrerin
- Pete Patterson (* 1957), alpiner Skirennläufer
- Susan Patterson (* 1955), alpine Skirennläuferin
- Graham Watanabe (* 1982), Snowboarder